# آنا تیتلیچ
آنا تیتلیچ (انگلیسی: Ana Titlić؛ زادهٔ ۱۳ ژوئن ۱۹۵۲) بازیکن هندبال اهل یوگسلاوی بود.